# Lispocephala pectinata
Lispocephala pectinata är en tvåvingeart som först beskrevs av Stein 1900.  Lispocephala pectinata ingår i släktet Lispocephala och familjen husflugor. Inga underarter finns listade i Catalogue of Life.